# 카룬키오
카룬키오(이탈리아어: Carunchio)는 이탈리아 아브루초주 키에티도에 있는 코무네이다.